# SHL Kielce
SHL Kielce – klub sportowy z Kielc. Działał w latach 1928–1939 i 1945–1973. 

## Historia

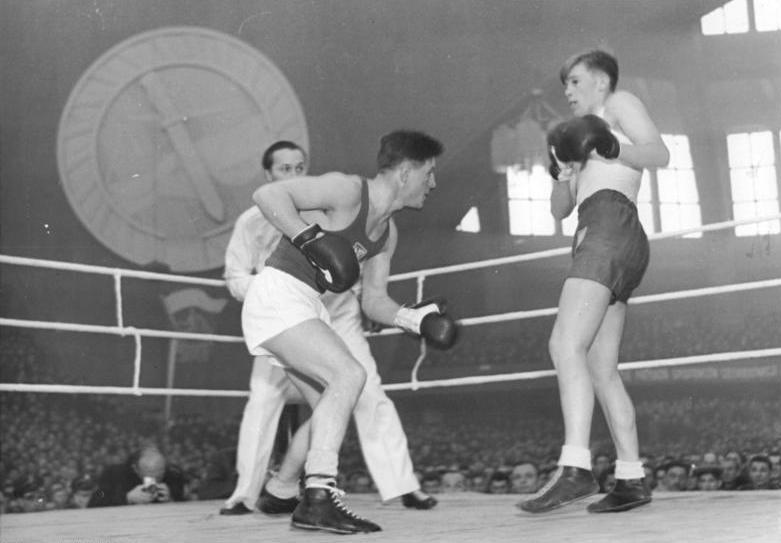
Leszek Drogosz (z prawej, w walce z mistrzem olimpijskim, Janem Zacharą) swoje pierwsze sukcesy osiągnął w barwach Stali SHL

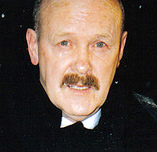
Piłkarzem SHL Kielce był m.in. Władysław Stachurski

Klub powstał w 1928 roku przy Hucie „Ludwików”, prowadził swoją działalność do wybuchu II wojny światowej. W tym czasie istniały w nim sekcje piłki nożnej, lekkiej atletyki, boksu i tenisa. Pierwszym prezesem Ludwikowa był Edward Skoczylas, następnie funkcję tę pełnił Paweł Kania.
Klub reaktywowano w 1945 roku, do 1948 występował on pod szyldem Ludwikowa, następnie jako Stal SHL (1949–1956), a od 1957 pod nazwą SHL. W 1973 roku połączył się z Iskrą, tworząc Koronę Kielce.

## Sekcje

### Boks
Sekcja bokserska powstała w 1935 roku. Dwa lata później jej zawodnik, Edward Berg, miał wystąpić w mistrzostwach Polski w Poznaniu, jednak ostatecznie nie przystąpił do walki z Woźniakiewiczem. Sekcja została reaktywowana w 1945 roku głównie za sprawą Stanisława Kulczyckiego – przedwojennego boksera kieleckich klubów i mistrza okręgu lubelskiego z 1939. Istniała do 1957. Leszek Drogosz, będąc bokserem Stali SHL, wziął udział w igrzyskach olimpijskich w Helsinkach, został mistrzem Polski, a także złotym medalistą czempionatu Starego Kontynentu.

### Kolarstwo
Kolarstwo w klubie istniało od 1949 do 1973 roku. Jej zawodnicy zdobywali medale mistrzostw Polski w kategoriach seniorów i juniorów. Ponadto brali udział w wyścigach zagranicznych, m.in. w mistrzostwach świata.

### Piłka nożna
Początkowo zespół piłkarski uczestniczył w rozgrywkach podokręgu kieleckiego. W sezonie 1939 występował w klasie B, w której jego rywalem była m.in. drużyna Makkabi Kielce. W 1949 roku SHL rywalizował w klasie A. W 1957 roku wygrał te rozgrywki – w 26 meczach zdobył 41 punktów i w ligowej tabeli wyprzedził Konecki Klub Sportowy oraz Proch Pionki. Wywalczył tym samym awans do III ligi kielecko-łódzkiej, jednak działacze obu Okręgowych Związków Piłki Nożnej zrezygnowali ze współpracy, co spowodowało, że w 1958 SHL znalazł się w lidze okręgowej. Uczestniczył w niej aż do czasu połączenia się z Iskrą (1973), czyli przez 16 sezonów. Rozegrał w tym czasie 360 meczów, z których wygrał 149, zremisował 71 i przegrał 140. W zespole piłkarskim SHL występowali m.in. Władysław Stachurski, Janusz Sputo i Ryszard Sarnat.

### Piłka ręczna
W 1965 roku drużynę mężczyzn przejęła Iskra Kielce (obecnie Vive Kielce).

### Piłka siatkowa
Męska drużyna siatkarska rywalizowała w rozgrywkach lokalnych. W 1955 została mistrzem okręgu.

### Sport motorowy
Sekcja motorowa powstała w 1948 roku, po kilku latach przestała istnieć, reaktywowano ją ponownie w 1959. Jej zawodnicy wielokrotnie zostawali mistrzami i wicemistrzami kraju, brali udział w Sześciodniówkach. W 1970 motocykliści zostali przejęci przez Klub Sportowy SHL. Po połączaniu z Iskrą sekcja motorowa prowadziła swoją działalność w Koronie.

### Tenis stołowy
Zawodnicy tenisa stołowego należeli do najlepszych graczy w województwie. W 1950 i 1955 zdobyli oni drużynowe mistrzostwo okręgu.